# Pelstyvenes Overmand
Pelstyvenes Overmand er en amerikansk stumfilm fra 1919 af Edward J. Le Saint.

## Medvirkende
- Tom Mix som Donald MacTavish
- Colleen Moore som Jeanne Fitzpatrick
- Frank Clark som Angus Fitzpatrick
- Lule Warrenton som Mary
- Sid Jordan som Sergius